# Franz Swoboda
Franz Swoboda, né le 15 février 1933 en Autriche et mort le 27 juillet 2017, est un joueur de football international autrichien, qui évoluait au poste de défenseur.

## Biographie

### Carrière en club
Avec l'Austria Vienne, il remporte quatre championnats d'Autriche et trois Coupes d'Autriche. Il est également quart de finaliste de la Coupe des coupes en 1960.

### Carrière en sélection
Avec l'équipe d'Autriche, il joue 23 matchs (pour aucun but inscrit) entre 1955 et 1960. 
Il joue son premier match en équipe nationale le 16 octobre 1955 contre la Hongrie et son dernier le 10 décembre 1960 contre l'Italie.
Il figure dans le groupe des sélectionnés lors de la Coupe du monde de 1958. Lors du mondial organisé en Suède, il joue trois matchs : contre le Brésil, l'Union soviétique et enfin l'Angleterre.

## Palmarès
Austria Vienne
- Championnat d'Autriche (4) :
  - Champion : 1952-53, 1960-61, 1961-62 et 1962-63.

- Coupe d'Autriche (3) :
  - Vainqueur : 1959-60, 1961-62 et 1962-63.
  - Finaliste : 1963-64.